# 應陵

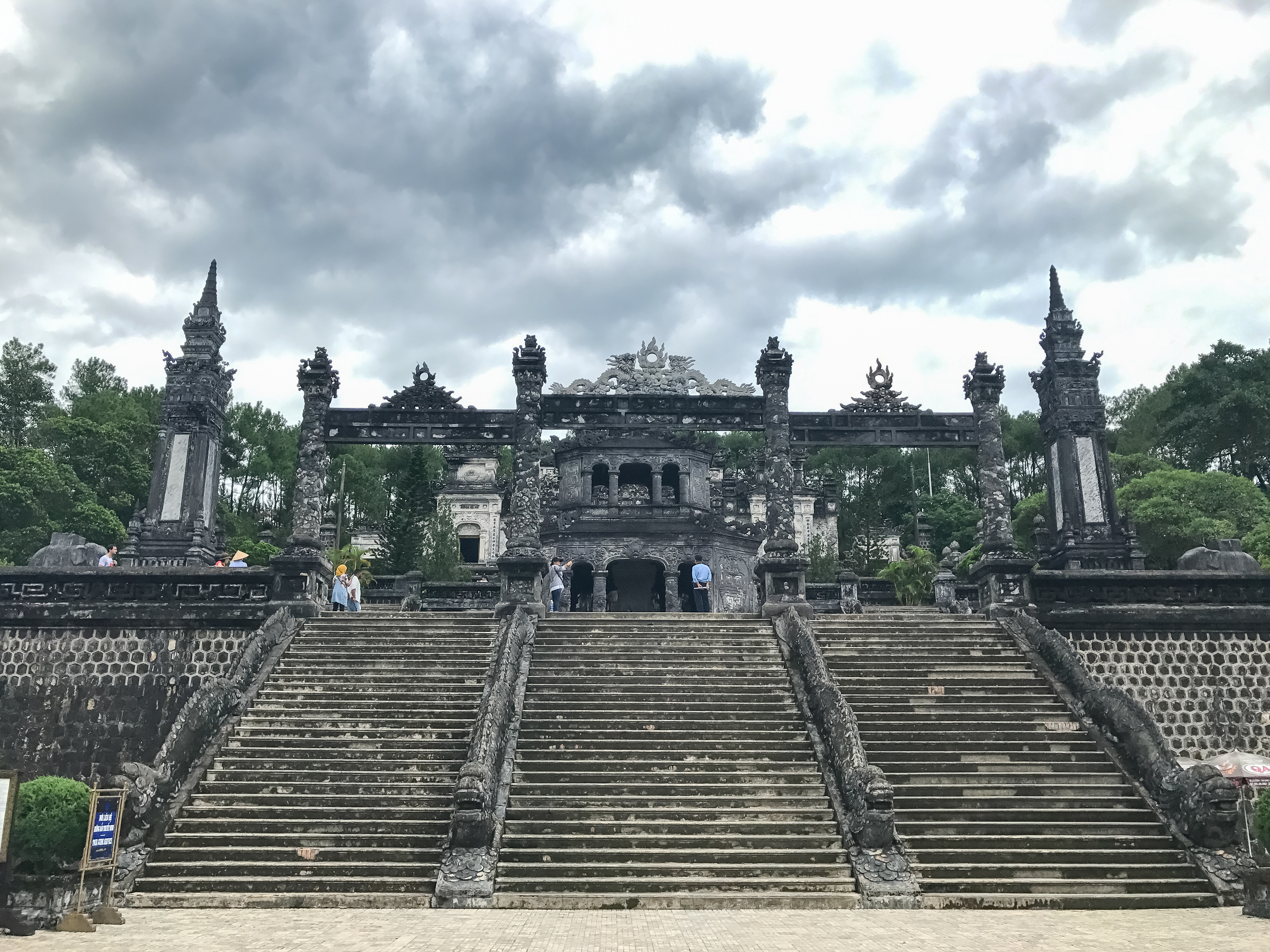
應陵牌樓

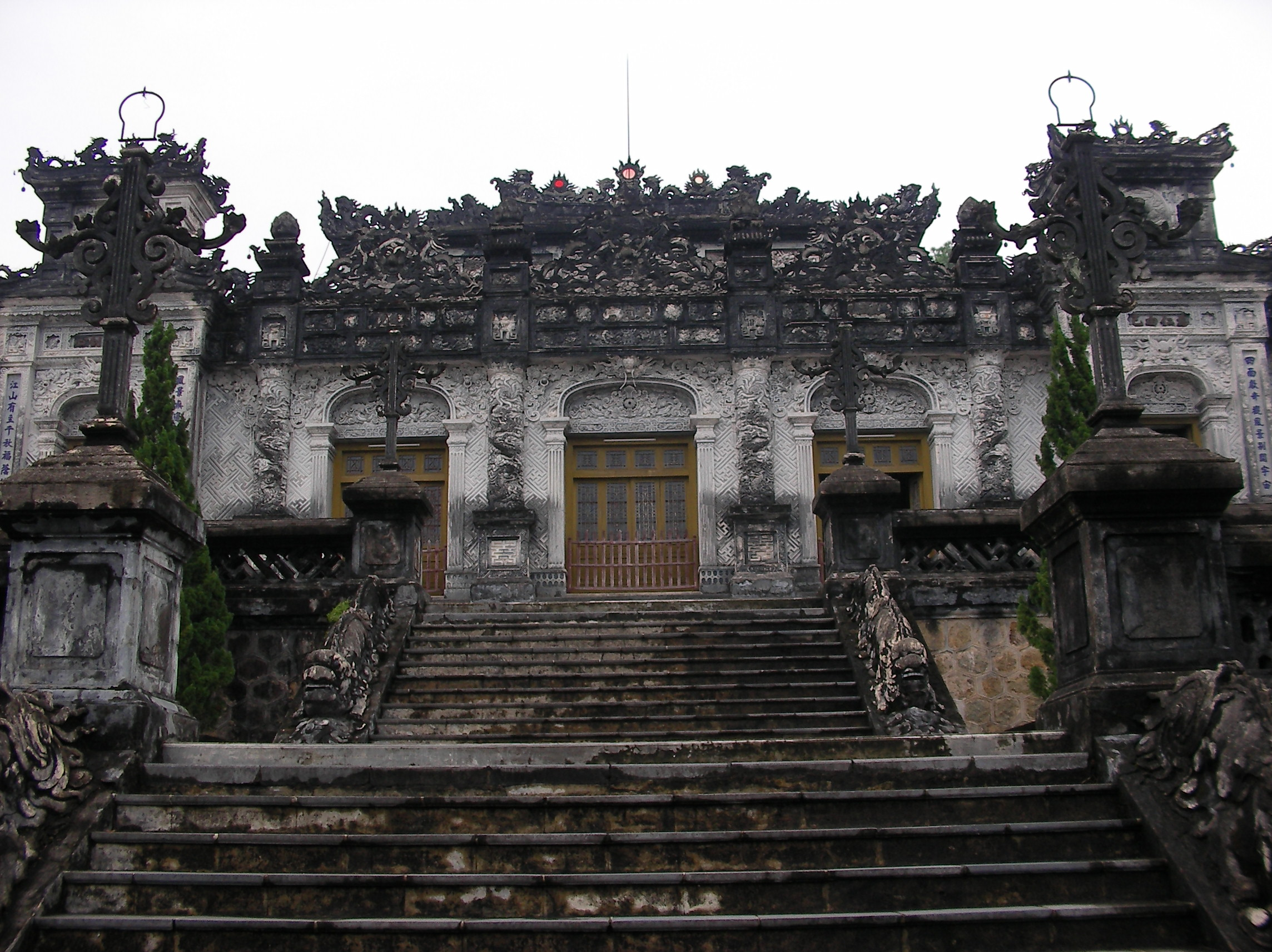
應陵

應陵（越南语：／），俗稱啟定陵（越南语：／），是越南阮朝第12位皇帝啟定帝阮福晙的陵墓，位於顺化市水平社。

## 歷史
啟定五年（1920年）七月，啟定帝選擇在香水縣居正總朱渚社朱鷖山建造陵寢，改朱鷖山為應順山。
啟定十年（1925年）九月，啟定帝去世，同年十二月葬入應陵。
保大六年（1931年）完工。
1980年，端徽皇太后黃氏菊去世，與啟定帝合葬應陵。

## 建築
應陵主體建築是天定宮，以啟成殿為主殿。宮前有聖德神功碑亭，亭內是保大帝在保大元年（1926年）撰寫的《應陵聖德神功碑》。啟成殿內有啟定九年（1924年）製作的啟定帝等身銅像。
應陵結構同時融合越南及法國的建築特色。